# Sede apostólica (título)
Se designa con el término Sede Apostólica, las cinco ciudades donde se encontraban las Iglesias originales del cristianismo, que se considera que fueron fundadas por los Apóstoles de Jesús y que constituían las  Antiguas Pentarquías. Sus apostólicas a menudo son citadas en orden de preeminencia de honor. Cuando el término «Sede apostólica» se utiliza en singular, se refiere siempre a la Santa Sede, es decir el lugar ocupado tradicionalmente por el obispo de Roma, o sea el Papa, el sucesor del apóstol Pedro como jefe de la Iglesia de Roma.
Tertuliano (c. 155 - c. 240) da ejemplos de sedes apostólicas: describe como iglesias "en las que las mismas tronos de los apóstoles siguen siendo preeminentes en sus lugares, en las que se leen sus propios escritos auténticos, pronunciando la voz y representando el rostro de cada uno de ellos por separado" las siguientes iglesias: Corinto, Filipos, Efeso, y Roma.
Tertuliano dice que de éstas "todas las demás iglesias, una tras otra, derivaron la tradición de la fe, y las semillas de la doctrina, y cada día las derivan, para que puedan llegar a ser iglesias. En efecto, sólo por esto podrán considerarse apostólicas, como descendientes de iglesias apostólicas".

## Sedes o Iglesias vistas como fundadas por apóstoles o sus asociados cercanos
- Roma, sede de la Iglesia Católica  fundada por el Apóstol Pedro.[5][6]
- Constantinopla, sede de la Iglesia de Constantinopla fundada por el Apóstol San Andrés (hoy conocida bajo el nombre de Patriarcado Ecuménico de Constantinopla).[7] Más tarde ocupó el segundo lugar entre las sedes de la teoría de la Pentarquía: "[F]ormulada en la legislación del emperador Justiniano I (527-565), especialmente en su Novella 131, la teoría recibió sanción eclesiástica formal en el Concilio en Trullo (692), que clasificó las cinco sedes como Roma, Constantinopla, Alejandría, Antioquía y Jerusalén."[8]
- Alejandría, sede de la Iglesia de Alejandría fundada por el  Marcos (hoy conocida como el Patriarcado de Alejandría ).[9][10][11]
- Antioquia, sede de la Iglesia de Antioquia fundada por los apóstoles  Pedro y  Pablo (designado hoy bajo el nombre de Patriarca de Antioquia).[12]
- Jerusalén, sede de la Iglesia de Jerusalén fundada por el Apóstol  Santiago

## Citado por los primeros apologistas de la autoridad doctrinal
El propio Tertuliano y el ligeramente anterior Ireneo (c. 130 - c. 200) hablan de la sucesión de obispos de sedes fundadas directamente por los apóstoles como fuentes de doctrina cristiana segura.
Ireneo sostiene que, para saber cuál es la verdadera doctrina cristiana, basta con conocer la enseñanza de algunas de las iglesias más antiguas o al menos de una, en particular la de Roma: "Si los apóstoles hubieran conocido misterios ocultos, que acostumbraban a impartir a 'los perfectos' aparte y en privado del resto, los habrían entregado especialmente a aquellos a quienes también estaban encomendando las propias Iglesias". [...] Supongamos que surge una disputa relativa a alguna cuestión importante entre nosotros, ¿no deberíamos recurrir a las Iglesias más antiguas con las que los apóstoles mantuvieron constantes relaciones, y aprender de ellas lo que es cierto y claro con respecto a la presente cuestión?"
La argumentación de Tertuliano es similar: De los apóstoles las iglesias que fundaron recibieron la doctrina que los apóstoles recibieron directamente de Cristo, y de esas iglesias las iglesias más recientes recibieron la misma doctrina. Toda herejía es más reciente y, por ser diferente, es errónea.

## Distinto de la autoridad jurisdiccional
La autoridad jurisdiccional de determinadas sedes episcopales sobre otras no está necesariamente asociada al origen apostólico de la sede. Así, el canon cuarto del Primer Concilio de Nicea de 325 atribuía al obispo de la capital (metrópoli) de cada provincia romana (el "obispo metropolitano") una posición de autoridad entre los obispos de la provincia, sin referencia a la figura fundadora de la sede de ese obispo.
En su canon sexto el mismo concilio reconoció la autoridad más amplia, que se extendía más allá de una sola provincia imperial, que tradicionalmente tenían Roma y Alejandría, y las prerrogativas de las iglesias de Antioquia y las demás provincias.
De Aelia, la ciudad romana construida en el lugar de la ciudad destruida de Jerusalén, el séptimo canon del concilio dice: "Puesto que la costumbre y la antigua tradición han prevalecido que el obispo de Aelia debe ser honrado, que, salvando su debida dignidad a la Metrópolis, tenga el siguiente lugar de honor." Generalmente se considera que la metrópoli en cuestión es Caesarea Marítima, aunque a finales del siglo XIX Philip Schaff también mencionó otros puntos de vista.
La véase de Constantinopla fue elevada a una posición de prominencia jurisdiccional no por su origen apostólico, sino por su importancia política como capital del Imperio Romano. El Primer Concilio de Constantinopla (381), celebrado en lo que para entonces había sido la capital política durante medio siglo, decretó en un canon de validez discutida: "El obispo de Constantinopla, sin embargo, tendrá la prerrogativa de honor después del obispo de Roma; porque Constantinopla es la Nueva Roma." Más tarde fue clasificada como la segunda entre las véase en la teoría de la Pentarquía: "[F]ormulada en la legislación del emperador Justiniano I (527-565), especialmente en su Novella 131, la teoría recibió sanción eclesiástica formal en el Concilio de Trullo (692), que clasificó las cinco vedes como Roma, Constantinopla, Alejandría, Antioquía y Jerusalén."
Para otra sede pentárquica, la de Alejandría, el reputado fundador y estrecho colaborador del apóstol Pedro,  San Marcos, no es llamado apóstol en el Nuevo Testamento.